# Liolaemus zullyae
Liolaemus zullyae — вид ігуаноподібних ящірок родини Liolaemidae. Мешкає в Аргентині і Чилі.

## Поширення і екологія
Liolaemus zullyae мешкають на крайньому північному заході аргентинської провінції Санта-Крус та в сусідніх районах чилійської провінції Хенераль-Каррера в регіоні Айсен, на південь від озера Буенос-Айрес. Вони живуть серед скель, місцями порослих чагарниками. Зустрічаються на висоті від 820 до 1400 м над рівнем моря. Живляються комахами, є живородними.